# Istocheta steinbergi
Istocheta steinbergi är en tvåvingeart som först beskrevs av Borisova 1964.  Istocheta steinbergi ingår i släktet Istocheta och familjen parasitflugor. Inga underarter finns listade i Catalogue of Life.